# Hans Wilhelm Hertzberg
Hans Wilhelm Hertzberg (* 16. Januar 1895 in Lauenburg i. Pommern; † 1. Juni 1965 in Kiel) war ein deutscher evangelischer Theologe und Palästinakundler.

## Leben
Hans Wilhelm Hertzberg war Sohn eines Brauereibesitzers. Ab 1913 studierte er evangelische Theologie in Marburg und Berlin. Seit 1913 war er Mitglied der Marburger Burschenschaft Alemannia. Er promovierte 1919 in Berlin zum Lic. theol. und wurde dort 1921 Privatdozent für Altes Testament.
Von 1923 bis 1930 war er Propst und Verwalter des  deutschen evangelischen Palästina-Instituts in Jerusalem. 1931 erhielt er einen Ruf als außerordentlicher Professor in Marburg (bis 1947) und war 1932–1936 gleichzeitig Pfarrer in Caldern und 1936–1946 Studiendirektor am evangelischen Predigerseminar Hofgeismar. 1946 wurde er Prälat der Evangelischen Kirche von Kurhessen-Waldeck in Kassel. 1947 wurde er zum ordentlichen Professor für Altes Testament und Palästinakunde an die Universität Kiel berufen.

### Ehrungen
1932: Theologische Ehrenpromotion Berlin

## Veröffentlichungen (Auswahl)
- Prophet und Gott. Eine Studie zur Religiosität des vorexilischen Prophetentums (= Beiträge zur Förderung christlicher Theologie, Reihe 1, Bd. 28,3). Bertelsmann, Gütersloh 1923.
- Fünfundsiebzig Jahre deutsche evangelische Gemeinde Jerusalem. Verl. d. Centralvorstandes d. Evang. Vereins der Gustav-Adolf-Stiftung, Leipzig 1927.
- Der Deutsche und das Alte Testament. Ein Beitrag zu den Fragen um Deutschtum und Bibel. Töpelmann, Gießen 1934.
- Beiträge zur Traditionsgeschichte und Theologie des Alten Testaments. Vandenhoeck & Ruprecht, Göttingen 1962.
- Jerusalem, Geschichte einer Gemeinde. Bärenreiterdruck, Kassel 1965.
- Blicke in das Land der Bibel. 5. Aufl. Evangelische Haupt-Bibelgesellschaft, Berlin 1967.
- Die Bücher Josua, Richter, Ruth (= Das Alte Testament deutsch. Neues Göttinger Bibelwerk, Bd. 9). 5. Aufl. Vandenhoeck & Ruprecht, Göttingen 1973, ISBN 3-525-51139-6.
- Die Samuelbücher (= Das Alte Testament deutsch. Neues Göttinger Bibelwerk, Bd. 10). 7. Aufl. Vandenhoeck & Ruprecht, Göttingen 1986, ISBN 3-525-51142-6.